# Кызыл-Туу (Ат-Башинский район)
Кызыл-Туу (кирг. Кызыл-Туу) — село в Ат-Башинском районе Нарынской области Киргизской республики. Административный центр Кара-Коюнского аильного округа. СОАТЕ — 41703 211 849 00 0 .
Расположено в южной части Нарынской области в высокогорной зоне Кыргызстана в горах внутреннего Тянь-Шаня.
По переписи населения, в 2009 году в селе проживало 1704 человека.
Основу экономики села составляют главным образом скотоводство и частично земледелие.